# Gran Premio motociclistico di Svezia 1959
Il Gran Premio motociclistico di Svezia fu il sesto appuntamento del motomondiale 1959.
Si svolse il 25 e 26 luglio 1959 a Kristianstad (anziché a Hedemora come l'anno precedente, per motivi d'ordine pubblico). Erano in programma le classi 125, 250 e 350 (la 125 si svolse sabato 25, le restanti classi domenica 26).
Vittoria per Tarquinio Provini in volata su Carlo Ubbiali in 125.
In 250 Gary Hocking approfittò del ritiro di Provini, suo diretto avversario, per aggiudicarsi la gara (prima vittoria in carriera per il rhodesiano).
La 350 vide l'usuale vittoria di John Surtees, che si laureò Campione del Mondo della categoria.
Il 26 svolse anche una gara della 500 secondo il regolamento Formula 1 (modelli prodotti in almeno 25 esemplari) non valida per il Mondiale, vinta da Bob Brown.

## Classe 350

### Arrivati al traguardo
| Pos. | Pilota        | Moto      | Tempo        | Punti |
| ---- | ------------- | --------- | ------------ | ----- |
| 1    | John Surtees  | MV Agusta | 1h 19' 23" 5 | 8     |
| 2    | John Hartle   | MV Agusta | +8" 8        | 6     |
| 3    | Bob Brown     | Norton    | +2' 02" 9    | 4     |
| 4    | Dickie Dale   | AJS       | +2' 03" 6    | 3     |
| 5    | Mike Hailwood | AJS       | +2' 14" 3    | 2     |
| 6    | Jim Redman    | Norton    |              | 1     |

## Classe 250
30 piloti alla partenza.

### Arrivati al traguardo
| Pos. | Pilota            | Moto       | Tempo     | Punti |
| ---- | ----------------- | ---------- | --------- | ----- |
| 1    | Gary Hocking      | MZ         | 56' 28" 4 | 8     |
| 2    | Carlo Ubbiali     | MV Agusta  | +55" 9    | 6     |
| 3    | Geoff Duke        | Benelli    | +1' 48"   | 4     |
| 4    | Ernst Degner      | MZ         | +2' 03" 1 | 3     |
| 5    | Mike Hailwood     | FB Mondial | +2' 54"   | 2     |
| 6    | Dickie Dale       | Benelli    | +1 giro   | 1     |
| 7    | Siegfried Lohmann | Adler      | +2 giri   |       |
| 8    | Arthur Wheeler    | Moto Guzzi | +2 giri   |       |
| 9    | Günter Beer       | Adler      | +2 giri   |       |

## Classe 125

### Arrivati al traguardo
| Pos. | Pilota            | Moto      | Tempo     | Punti |
| ---- | ----------------- | --------- | --------- | ----- |
| 1    | Tarquinio Provini | MV Agusta | 47' 16" 7 | 8     |
| 2    | Carlo Ubbiali     | MV Agusta | +0" 3     | 6     |
| 3    | Werner Musiol     | MZ        | +49" 5    | 4     |
| 4    | Mike Hailwood     | Ducati    | +1' 22" 5 | 3     |
| 5    | Ken Kavanagh      | Ducati    |           | 2     |
| 6    | Ulf Svensson      | Ducati    |           | 1     |

## Fonti e bibliografia
- Corriere dello Sport, 27 luglio 1959, pag. 7.
- La Stampa, 26 luglio 1959, pag. 8 e 27 luglio 1959, pag. 4.